# Paranaphoidea tennysoni
Paranaphoidea tennysoni är en stekelart som beskrevs av Girault 1920. Paranaphoidea tennysoni ingår i släktet Paranaphoidea och familjen dvärgsteklar. Inga underarter finns listade i Catalogue of Life.